# Mughiphantes
Mughiphantes là một chi nhện trong họ Linyphiidae.